# Enhetskommun (England)
Enhetskommun (engelska: Unitary authority) är en typ av kommun som förekommer i vissa delar av England utanför storstadsområdena. En enhetskommun är en lokal myndighet som ansvarar för såväl det som i övriga delar av England utanför storstadsområdena åligger ett administrativt grevskap (non-metropolitan county) som det som normalt åligger ett distrikt (non-metropolitan district). Enhetskommunerna bildas enligt Local Government Act 1992 som tillåter att den kommunala förvaltningen sker på endast en nivå. De flesta etablerades under 1990-talet, och fler skapades 2009 och 2019–23. Det finns 63 enhetskommuner (2023). 
Enhetskommuner kombinerar de befogenheter och funktioner som normalt tillhandahålls separat av grevskapen och distrikten. Dessa funktioner är bland annat boende, avfallshantering, sophämtning, kommunalskatteuppbörd, utbildning, bibliotek, socialtjänst, transport, planering, konsumentskydd, licensiering, kyrkogårdar och krematorier.
I storstadsområden motsvaras enhetskommunen av metropolitan borough. Dessa kan dock, till skillnad från enhetskommunerna, ha vissa funktioner gemensamt på storstadsområdesnivån, metropolitan county.

Existerande enhetskommuner (2023)